# Espamühle
Espamühle ist ein Gemeindeteil der Stadt Auerbach in der Oberpfalz im bayerischen Landkreis Amberg-Sulzbach.
Die Einöde liegt etwa 5,5 km nördlich von Auerbach.

## Geschichte
Die Espamühle besteht seit dem Dreißigjährigen Krieg. In dieser Rötelmühle, die vom Wasser des Goldbrunnenbaches betrieben wurde, wurden zuerst Rohstoffe für Naturfarben verarbeitet. In Kriegszeiten war auch das Mahlen von Getreide erlaubt; zeitweise wurde sie zudem als Sägemühle betrieben. Nach dem Niedergang der Erdfarbenproduktion wegen der zunehmend künstlich hergestellten Eisenoxidfarben wurde die Espamühle aufgegeben und dem Verfall preisgegeben.
1971 wurde die Espamühle von dem Zimmermeister Erich Weinert erworben und wiederhergestellt. Bis 2009 hielt er dort Limousinrinder. Seine Tochter Brigitte hat dort einen Holzbackofen in Form eines historischen Gewölbebackofens errichtet.
Die Einöde Espamühle gehörte zur Gemeinde Ranzenthal. Durch die Gemeindegebietsreform wurde diese zum 1. Mai 1978 in die Stadt Auerbach eingegliedert.